# Tetricus II.

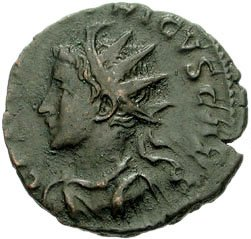
Antoninian Tetricus' II.

Tetricus II. († nach 274) war 273/274 Unterkaiser des Imperium Galliarum.

Tetricus II. war der namensgleiche Sohn von Tetricus I., dem letzten Kaiser des gallischen Sonderreiches (Imperium Galliarum). Sein vollständiger Name lautete Gaius Pius Esuvius Tetricus. Sowohl sein Geburtsjahr als auch der Name seiner Mutter sind unbekannt. Im Jahr 273 erhob ihn sein Vater zum Caesar und verlieh ihm den Titel des princeps iuventutis. Am  1. Januar 274 begann er (zusammen mit seinem Vater) sein erstes Konsulat in Augusta Treverorum (Trier), der Hauptstadt des gallischen Sonderreiches, zu errichten.
Nach der Niederlage der Truppen des gallischen Sonderreiches gegen das Heer des legitimen Romkaisers Aurelian bei Châlons-en-Champagne im Frühjahr 274 (die das Ende des gallischen Sonderreiches besiegelte), wurde er zusammen mit seinem Vater in Rom während Aurelians Triumphzug vorgeführt. Laut Aussage aller verfügbaren Schriftquellen wurde aber sein Leben (wie das seines Vaters) von Aurelian verschont. Aurelius Victor und die Historia Augusta berichten sogar, er sei von Aurelian in den Senatorenstand erhoben worden. Über sein weiteres Leben ist nichts bekannt.